# Lanugo brunnipennis
Lanugo brunnipennis är en stekelart som beskrevs av Henry Keith Townes, Jr. 1962. Lanugo brunnipennis ingår i släktet Lanugo och familjen brokparasitsteklar. Inga underarter finns listade i Catalogue of Life.